# 찰스 데이비드 알리스

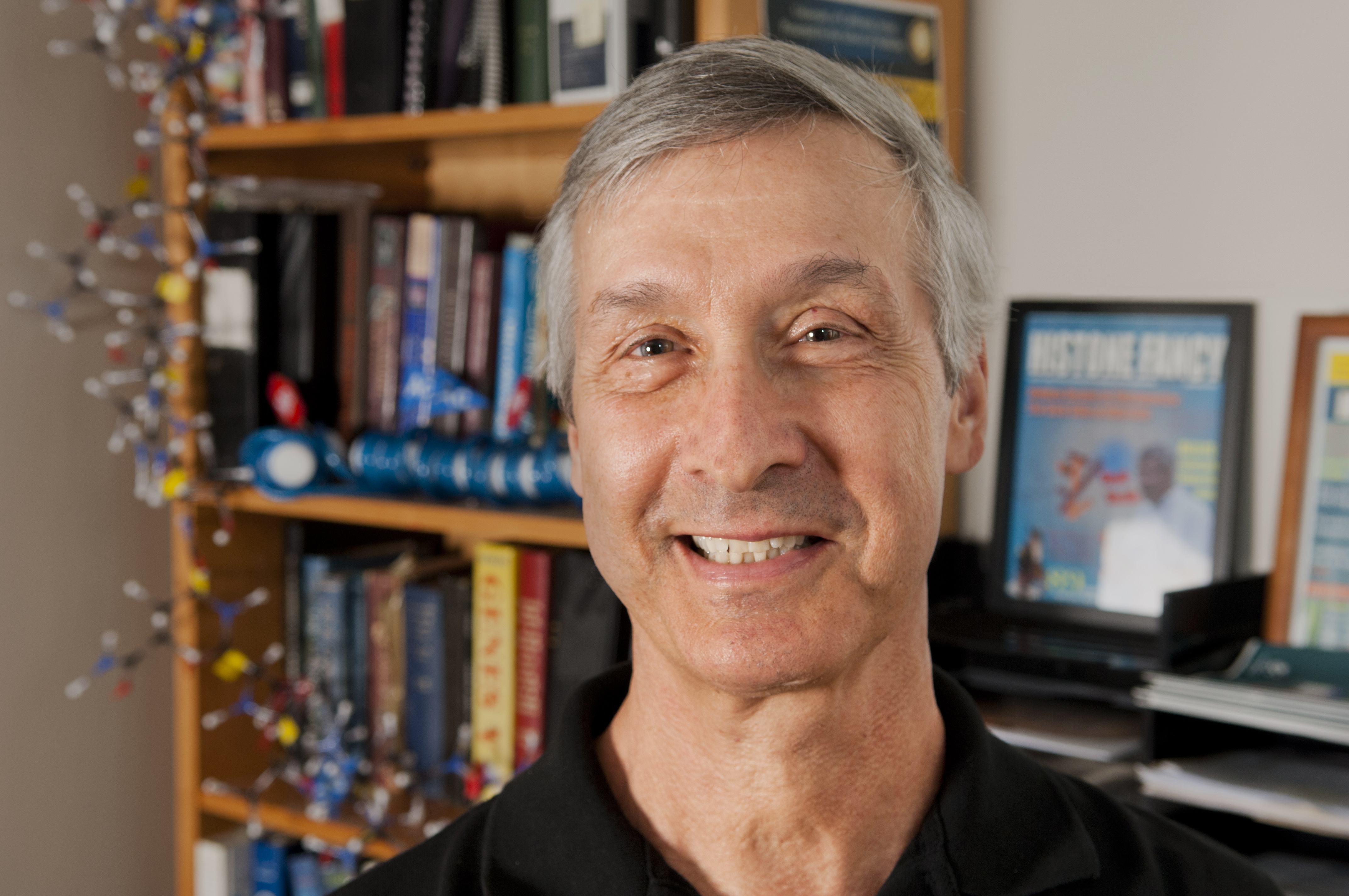

찰스 데이비드 알리스(Charles David Allis, 1951년 3월 22일 – 2023년 1월 8일)는 미국의 분자생물학자이자 록펠러 대학교의 조이 앤드 잭 피시먼(Joy and Jack Fishman) 교수였다. 또한 크로마틴] 생물학 및 후성유전학 연구소의 책임자이자 삼중 기관(Tri-Institutional) MD-PhD 프로그램(다른 두 기관은 메모리얼 슬론 암 센터/Memorial Sloan Kettering Cancer Center와 웨일 코넬 의학부/Weill Cornell Medicine)의 교수였다.

## 수상 및 영예
- 미국 예술 과학 아카데미 회원(2001)
- 미국국립과학원(2005)
- 일본국제상(2014)
- 앨버트 래스커 기초 의학 연구상(2018)
- 올버니 의료센터 상(2022)